# Bhucho Mandi
Bhucho Mandi es un municipio de la India situado en el distrito de Bathinda, en el estado de Punyab. Según el censo de 2011, tiene una población de 14 961 habitantes.